# Mario Escobar
Mario Escobar (nascido em 14 de fevereiro de 1940) é um ciclista colombiano. Representou seu país, Colômbia, no ciclismo nos Jogos Olímpicos de Verão de 1964.